# 拉烈镇
拉烈乡，是中华人民共和国广西壮族自治区河池市都安瑶族自治县下辖的一个乡镇级行政单位。

## 行政区划
拉烈乡下辖以下地区：
拉烈村、岜旺村、福言村、加佛村、加红村、三表村、百加村、地平村、上第村、尚律村、弄社村、中仁村、隆翠村、尚育村、伍仁村、弄岩村、弄长村、崇业村和律达村。